# (250) Bettina
Pour les articles homonymes, voir Bettina.
(250) Bettina est un astéroïde de la ceinture principale découvert par Johann Palisa le 3 septembre 1885.
Son nom fait référence à la baronne Bettina de Rothschild, épouse du banquier viennois Albett S. von Rothschild (en) qui aurait acheté les droits de désignation de la planète naine.